# Oudler
Oudler is een dorp in de Luikse gemeente Burg-Reuland. Het dorp heeft ongeveer 447 inwoners.

## Geschiedenis
Oudler zou, gezien de etymologie, in de 5e of 6e eeuw zijn gesticht. Hier zou oud betrekking hebben op ontgonnen land, en ler op woonplaats. In 814 werd Oudler voor het eerst schriftelijk vermeld, als behorende tot de parochie van Thommen.
In 1705 werd voor het eerst een kapel gebouwd.
In 1888 werd een spoorbrug over de Ulf gebouwd, ten behoeve van de Vennbahn, welke in 1889 werd geopend en de verbinding vormde tussen het Ruhrgebied (leverancier van cokes) en Lotharingen (leverancier van ijzererts). In 1940 werd de brug door het Belgische leger opgeblazen, om aanvoer voor de Duitse troepen te verhinderen. De Duitsers bouwden daarop een houten brug.

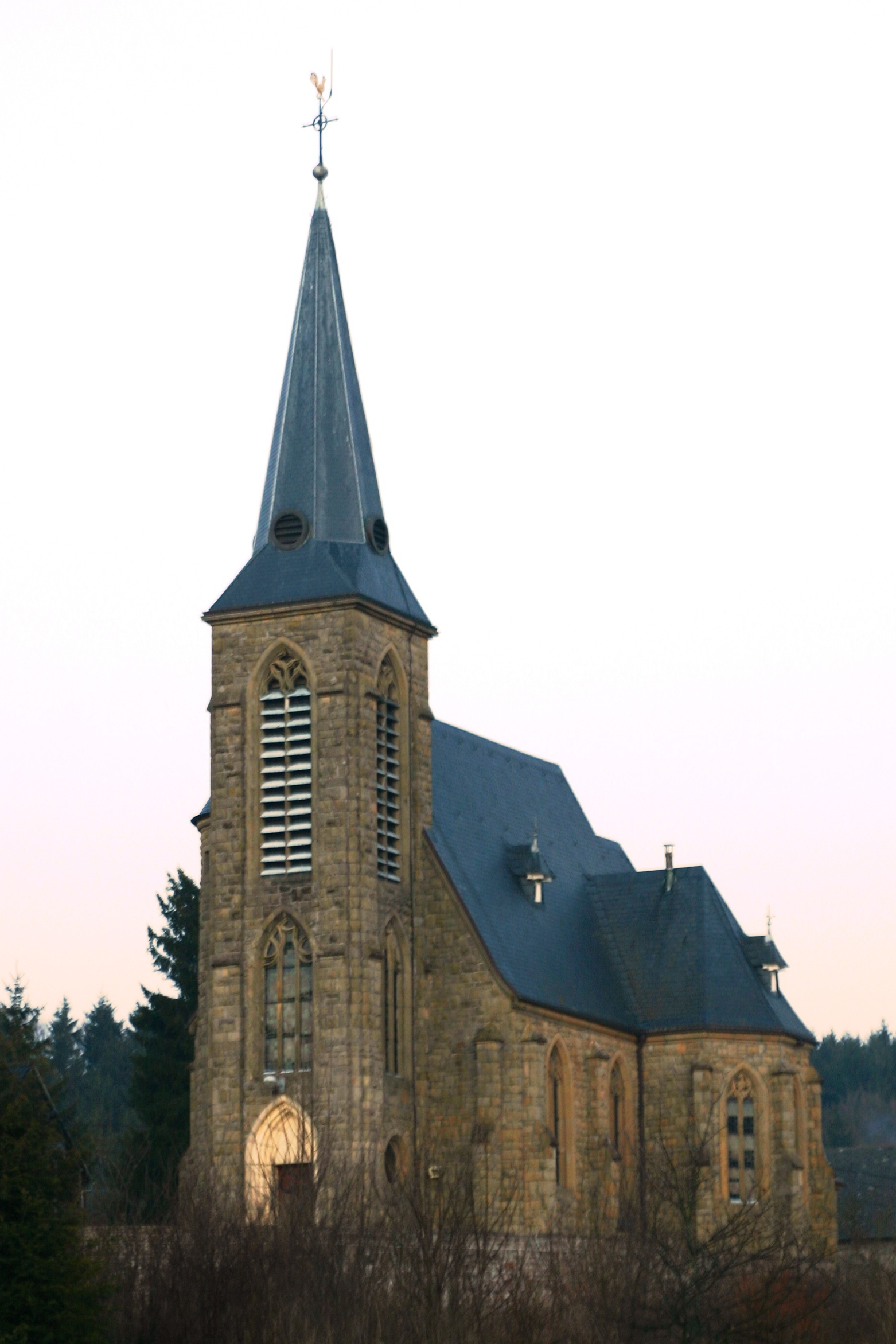
Driekoningenkerk

## Bezienswaardigheden
- Driekoningenkerk

## Natuur en landschap
Oudler ligt in het dal van de Ulf, een zijrivier van de Our.

## Nabijgelegen kernen
Thommen, Grüfflingen, Espeler, Dürler, Reuland
Deelgemeenten: Reuland · Thommen

Overige kernen: Aldringen · Alster · Auel · Bracht · Braunlauf · Diepert · Dürler · Espeler · Grüfflingen · Koller · Lascheid · Lengeler · Maldingen · Malscheid · Maspelt · Oberhausen · Oudler · Ouren · Richtenberg · Steffeshausen · Stoubach · Weidig · Weisten · Weweler

Belgische gemeenten · Duitstalige Gemeenschap · Arrondissement Verviers · Luik · Wallonië